# Ceratocephale oculata
Ceratocephale oculata är en ringmaskart som beskrevs av Banse 1977. Ceratocephale oculata ingår i släktet Ceratocephale och familjen Nereididae. Inga underarter finns listade i Catalogue of Life.